# Jacques Cazebonne
Pour les articles homonymes, voir Cazebonne.
Jacques Cazebonne (né le 19 septembre 1926 à Bordeaux en Gironde et mort le 23 janvier 2012 au Bouscat) est un joueur de football français, qui évoluait au poste de gardien de but.

## Biographie
Avec l'équipe des Girondins de Bordeaux, il joue 33 matchs en Division 1, et 42 matchs en Division 2.